# 2150 Nyctimene
2150 Nyctimene је астероид чија средња удаљеност од Сунца износи 1,913 астрономских јединица (АЈ).
Апсолутна магнитуда астероида је 13,4.